# 징청각
징청각(澄淸閣)은 대구광역시 중구, 경상감영에 있는 조선시대의 건물이다. 1982년 3월 4일 대구광역시의 유형문화재 제2호로 지정되었다.
징청각은 선화당과 함께 건립된 것으로 보인다. 이 건물은 1730년 두 차례의 화재를 입었으며, 지금의 건물은 정조 13년(1789년)에 새로 지은 것이다. 징청각은 선화당 뒤쪽 왼편에 위치하고 있다.

## 개요
경상도 관찰사가 살림채로 쓰던 건물이다. 조선 선조 34년(1601)에 선화당, 응향당 등 여러 건물과 함께 지었으며 그 뒤 여러 차례 고쳐 지어 오늘에 이르고 있다.
앞면 8칸·옆면 4칸으로 넓이가 무려 227m2나 되며 지붕은 옆면에서 볼 때 여덟 팔(八)자 모양인 팔작지붕으로 꾸몄다.
징청각은 선화당과 함께 대구시내에 남아있는 유일한 관아건물로 중요한 문화재이다.

## 같이 보기
- 경상감영
- 대구 선화당

## 참고 자료
- 징청각 - 국가유산청 국가유산포털